# Прапор Молдовського князівства
Прапори та стяги Молдавського князівства з часом урізноманітнювалися за формою, кольорами та геральдичними елементами.

## Історія
У середньовічній Молдові прапори були різних видів:
- королівський або державний прапор («Великий прапор»),
- військові прапори, з релігійною символікою. Їх колір і графічне зображення змінювалися від однієї епохи до іншої,
- прапори службових гільдій (солдатських) і військових частин,
- прапори військових командирів ,
- різноманітні хоругви боярських дружин (з їхніми родовими гербами) і кінного війська, кольори яких інколи відповідали кольорам прапора частини, до складу якої вони входили.

На «Великому прапорі» був зображений герб Молдови: голова зубра, символ молдовської державності. Основним кольором прапора Молдови був, як правило, червоний[джерело?]. Іноді правителі мали власний прапор, який поєднував елементи особистого герба з гербом країни.

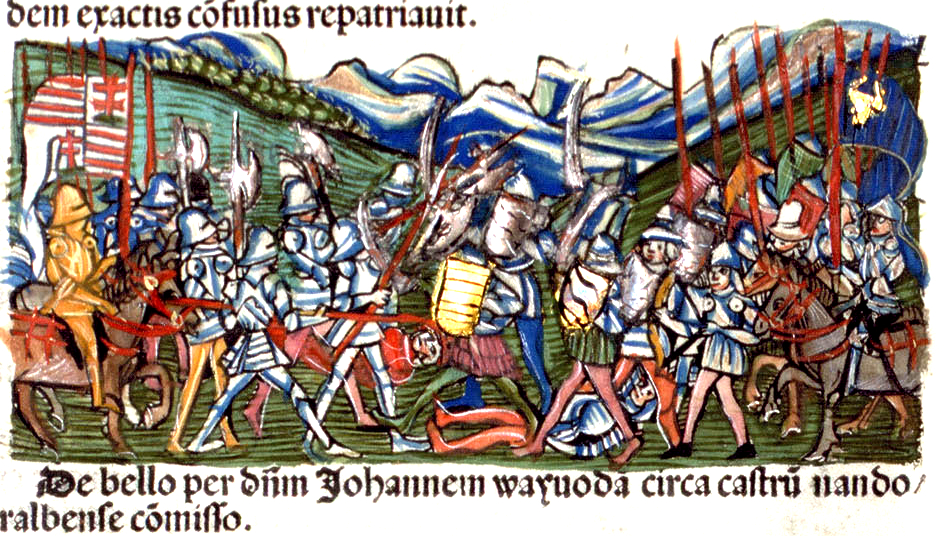
Зображення з Chronica Hungarorum, що ілюструє битву при Байї 1467 року. Праворуч зображений прапор Молдови, ліворуч — війська Угорського королівства)

Прапор Молдови під час правління Штефана Великого був червоним, із гербом Молдови посередині, який традиційно представляв голову тура, яка виднілася спереду, що символізує владу, із сонцем між рогами бика, яке символізує світло доброго правління, з геральдичною трояндою ліворуч, що символізує віру, а праворуч молодим місяцем, що символізує відродження. Фон — кіновар (як називається червоний колір в геральдиці), що символізує хоробрість. Втім, через плутанину досі існують варіанти, що залишилися з досить далекого минулого:
- первісна голова тура (Bos taurus primigenius), була, після раннього зникнення цієї тварини (XV століття), прийнята за голову бізона (Bison bonasus, який, у свою чергу, зник на початку XVІІІ століття)[2];
- геральдична троянда вважалася сонцем, а сонце між рогами вважалося зіркою (часто зображувалася з 6 променями або з 5, але кінчиком вниз; зовсім недавно (після 1991 року) комуністи популяризували версію, в якій між рогами з'являється 5-кутна зірка в комуністичному стилі.

З 1488 року також датується зображення княжого прапора Штефана на гравюрі І. Кукулло, що зображує битву при Баї в 1467 році: довгий і вузький прапор, наповнений вертикальними смугами, паралельними гарпи (смуги родинного герба) і герб Молдови (голова тура) посередині від хампи.
У 1500 році Стефан Великий передав два прапори монастирю Зографу на Святій Горі Афон, які показані нижче.
Тло першого прапора було червоне (тимчасом прапор було перероблено й нанесено на оксамитове полотнище вишневого кольору), розміром 1,2×0,9 метра. На передній частині прапора зображено святого Георгія, який пронизує дракона. Ікона Святого Георгія художньо вишита на червоному атласі золотими, срібними та білими, зеленими та червоними шовковими нитками. Св. Георгій сидить на троні, на червоній подушці, лівою виймає меч із піхов, а правою тягне охорону і розчавлює під ногами триголового дракона, який звивається під престолом. Два ангели, що зійшли з неба, принесли йому: праворуч меч, а ліворуч щит, оздоблений дорогоцінним камінням, і поклали йому на голову чудову корону, також прикрашену двома рядами дорогоцінного каміння. Навколо голови святого і по краю його ікони напис грецькою мовою: «Святий Георгій Каппадокійський». Прапор обрамлений по краях церковнослов'янським написом золотистими (жовтими) літерами: «Багатостраждальний і переможний носію перемог, великий мученику Георгію, що в потребі і в біді є швидким захисником і теплим помічником, а скорботним — невимовною радістю, прийми від нас і цю молитву смиренного раба твого, господаря Молдавської землі Стефана Многогрішного, милістю Божою, і збережи його недоторканим у цьому і майбутньому віці, молитвами тих, що поклоняються тобі, щоб ми прославляли тебе на віки віків, амінь! І було це року 7008, а царювання його 43-го року».

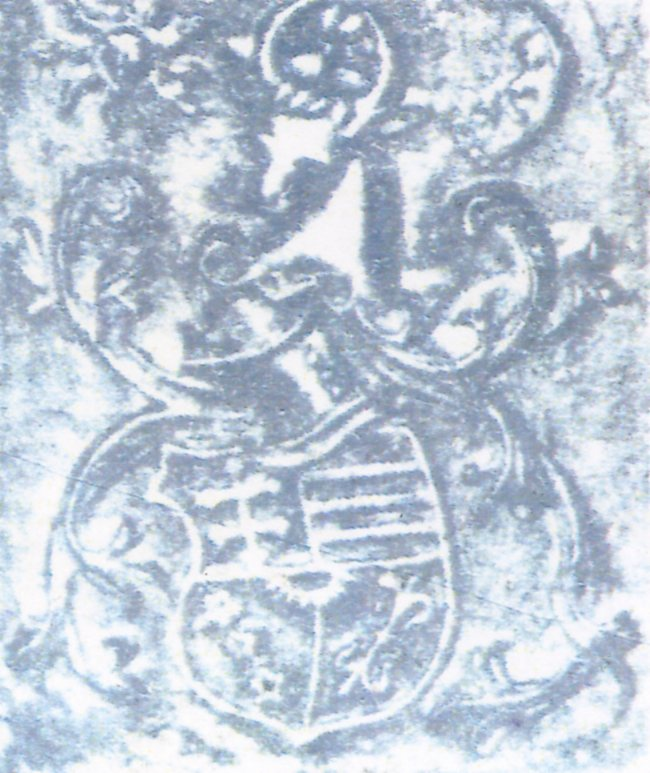
Герб Молодови, гантий із дзвону із Сучави
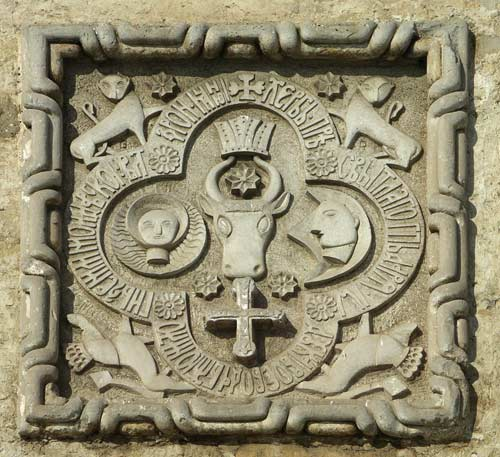
Герб Мольдови, розташований у Монастирі Кетуя в Ясах

Другий прапор у формі церковних шат має метр завдовжки і приблизно стільки ж завширшки. Внизу він розширюється трьома кутами. Поле полотна виконано з червоного атласу. На передній частині прапора зображено святого Георгія, який верхи на білому коні вбиває списом дракона. Ікона святого багато оброблена срібною ниткою, золотом і білим, червоним і зеленим шовком. Мантія святого червона. Ікону обрамлено золотими літерами церковнослов'янською мовою: «Яко поневолених і корисних убогих спасителю, безпорадним лікарю, государям помічнику, великомученику Георгію побідоносці, моли Христа Бога, щоб спасти наші душі». З іншого боку — сцена хрещення Господнього, обрамлена іншим написом церковнослов'янською мовою.
Гравюра з книги польського хроніста Мартина Бєльського показує атакувальну позицію молдовської кавалерії в битві проти польських збройних сил у битві під Обертином 22 серпня 1531 року. Над кавалерійським корпусом у центрі, а також на лівому фланзі майорять два молдовські прапори трикутної форми. На полотнищі прапорів поруч із бантом зображено герб Молдавії: голова тура, праворуч сонце або троянда, ліворуч півмісяць.
Відповідно до тогочасної розповіді, делегація великих молдовських бояр, присутня на коронації Генріха де Валуа королем Польщі в 1574 році, мала синій прапор, на якому був зображений бик із зіркою між рогами.

Вершник, який несе молдовський прапор, як правильно в Chronica Hungarorum, у битві при Баї, 1467 р.
Прапор Молдовських кораблів 1500 року
Молдовський прапор у битві під Обертином 22 серпня 1531 року, як зображено в «Хроніках польських» Мартіна Бєльського
Прапор Молдови на малюнку Олександра Гваньїні (Гваньїні), близько 1574 року
Сучасна реконструкція молдовського прапора, виконана за його зображенням, розмальована Ганс фон Аахена на алегоричній картині на тему битви під Гуруславом 3 серпня 1601 року
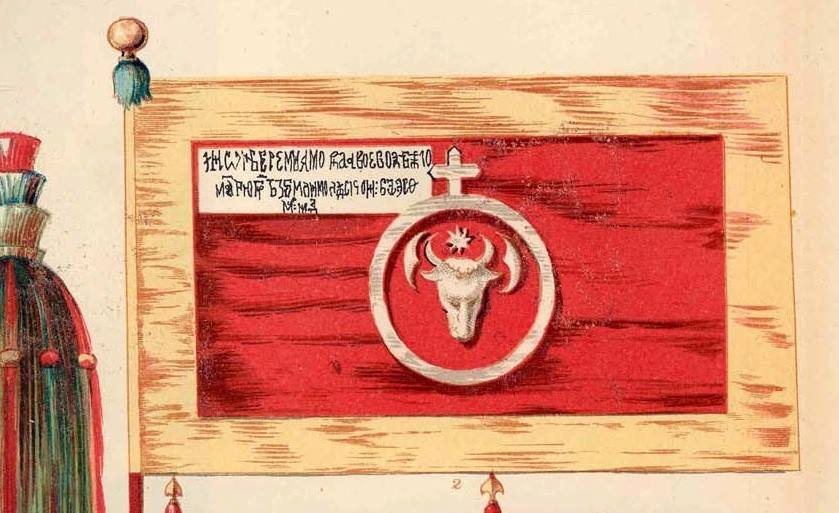
Реконструкція Кароля Черни військового прапора 1601 року з написом Єремії Могили. Малюнок був зроблений за описом з бібліотеки в Дрездені
Неякісна реконструкція прапора Василя Лупула 1636 року
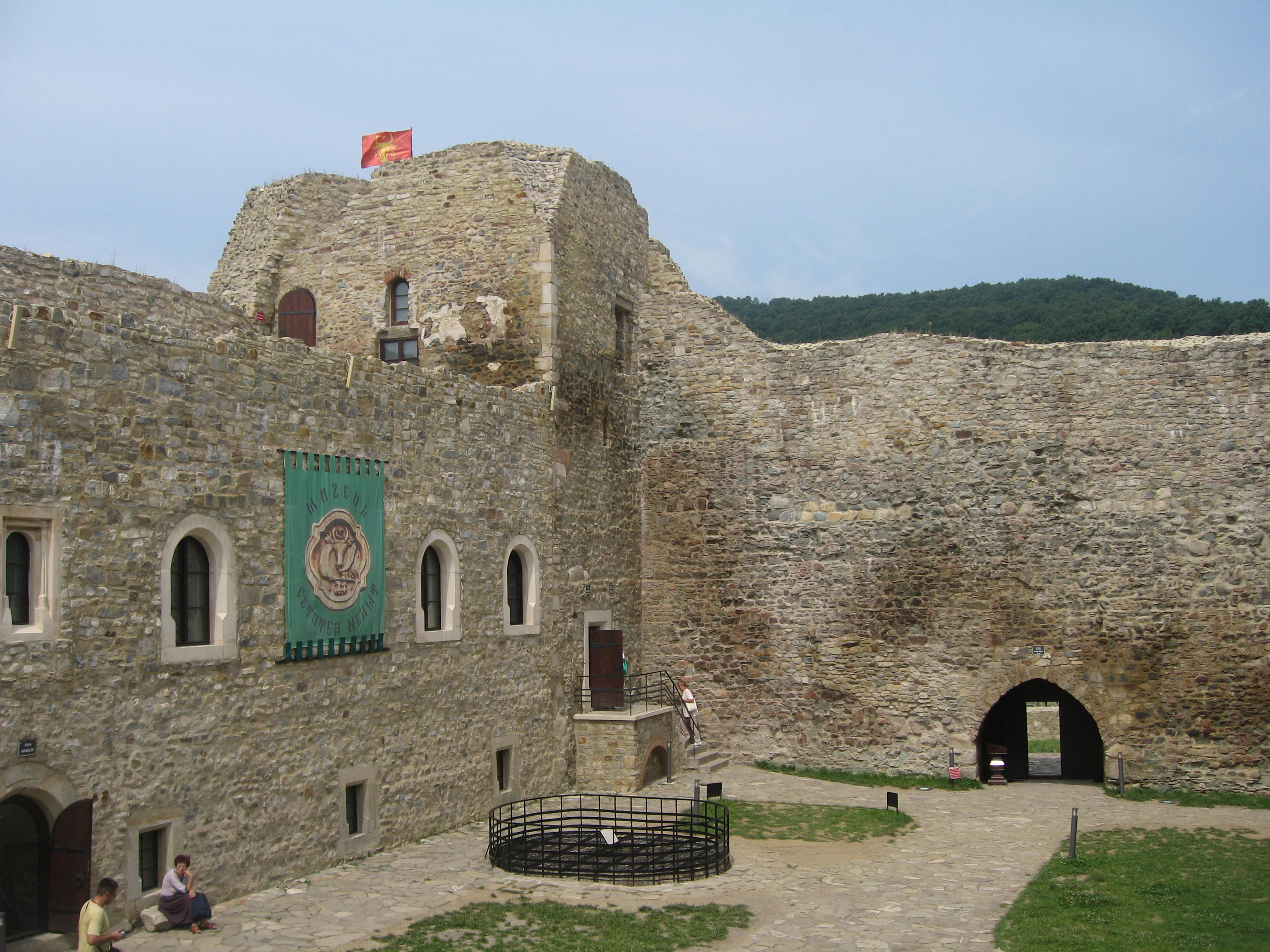
Сучасна реконструкція прапора Князівства Молдови, що майорить на вежі в північно-західному куті Фортеці Нямца

Наступне зображення середньовічного молдовського прапора датується кінцем XVI — початком XVII століть. Це княжий прапор Єремії Могили 1601 року. Полотнище червоного кольору зі світло-жовтою лиштвою. У центрі розміщено срібне коло, а вгорі — хрест. У центрі кола розміщено герб Молдови: голова тура з восьмикутною зіркою між рогами, навколо якої зображений півмісяць. На білому прямокутнику, розміщеному в кантоні прапора, кириличними літерами написано титул власника.
Через два десятиліття, у 1622 році, Криштоф Збаразький, річпосполиський посол при дворі Стефана Томші (1621—1623), писав так: «червоний прапор Молдови з головою бізона».
У 1636 року іншого річпосполиського посла, Ерджі Красинського, зустріли під Яссами якісь бояри з двома прапорами: одним синім із червоним хрестом, другим білим із червоною смугою. А при вході до палацу правителя Василя Лупула польську делегацію супроводжували кілька бояр з блакитним прапором.
Про свою місію в Молдові в 1677—1678 роках польський дипломат Ян Кшиштоф Ґнінський повідомляє, що: «Як тільки ми рушили, бояри і весь двір пішли за нами під червоним прапором з дамаського сукна у вигляді військової емблеми… Недалеко від Ясс на полі з'явилися прапори молдавських вершників, поставлені в один ряд, двадцять шість прапорів Сейму і ще шість прапорів молдавських піших».
У документі, виданому в 1813 році Скарлатом Каллімакі (1812—1819) в правій частині королівського прапора Молдови, на червоному тлі можна побачити голову тура[джерело?].
У першій половині XIX століття державними кольорами Молдовського князівства були червоний і синій. Історична традиція стверджує, що вони були підтверджені та рекомендовані як обов'язкові «Органічним регламентом» (1831—1832).
Прапор 1834—1849 років піхотного батальйону молдавської армії мав форму квадрата зі стороною 1,44 м, виготовлений з подвійного двоколірного шовку, кольори розташовані таким чином, що на загальному синьому фоні червоний колір утворює в чотирьох кутах один квадрат зі стороною 0,4 м. З одного боку на блакитному тлі в центрі полотна зображено голову золотого тура з восьмикінцевою зіркою між рогами та княжою короною вгорі в обрамленні оливкового вінка, а з іншого — св. Георгій на коні; в червоних квадратах по кутах: на аверсі срібна зірка у восьми кутах, а на реверсі золота монограма «М.» правителя Михаїла Стурдзи зі срібною зіркою у восьми кутах угорі. Під іконою святого Георгія золотими літерами була написана назва частини. Сьогодні його можна відрізнити лише як «Ополчення Молдовського князівства…». Штандарт кавалерійського батальйону відрізнявся лише розміром прапора: 1,15 м з кожного боку. Назву частини було написано так: «Ополчення Молдовського князівства 1-го кавалерійського полку Ясань 1834».
Ці військові прапори були вручені частинам 8 листопада 1834 року під час урочистостей перед церквою св. Спиридона з Ясс, де їх освятив митрополит. У посланні, адресованому війську, правитель наголошував на тому, що султан затвердив «Наше Ополчення отримало право мати прапор, за запропонованим Нами зразком, після чого були встановлені прапори з № 1 для піхоти і з № 2 для кінноти… Ці знаки сьогодні вперше представлені перед вашими очима, щоб прийняти небесне благе слово, звідки, через церковне освячення, виллється на вас і рятівна благодать, зміцнюючи вас показним запалом і любов'ю до Вітчизни…»
У Військовому музеї в Бухаресті зберігаються обидва прапори, досить пошкоджені, закріплені в подвійному тюлі.
Прапори зразка 1849 року були схожі на попередні. Сторона стяга становила 1,25 м, а для кавалерійських знамен — 0,65 м. На лицьовій стороні хоругви в центрі синього поля розміщено щит із зображенням княжої корони та срібним наголовником тура між роги шестикутна зірка з такого ж металу. Щит підтримують два дельфіни з червоними очима. Герб оточений вінком з оливи та дуба. На реверсі зображений той же святий, під яким золотими літерами написана назва підрозділу, а в кутах ініціал «А» правителя Ґріґоре Александру Ґіка. Два прапори і транспарант такого роду зберігаються у Військовому музеї в Бухаресті.
Прапори зразка 1856 року мають розміри 1,50 × 1,26 м. У червоних кутах — золота зірка з шістьма променями, а в центрі синього хреста — обшита золотом гірлянда і корона. Ще три прапори такого роду зберігаються у Військовому музеї в Бухаресті. Вони були виготовлені в 1858 році, дотримуючись наказу дня № 20, пані Катерина Конакі-Вогоріді, Катерина Бальш та Олена Гіка, по одному на кожен піхотний батальйон.
В «Альбомі прапорів, прапорів і вимпелів європейських морських держав», складеному французом А. Ле Гра і виданому в Санкт-Петербурзі в 1861 році, згадується, що деякі молдовські кораблі, перебуваючи в порту Галац, мають сині прапори, на яких в центрі полотна традиційний елемент герба — голову бика (яка насправді намальована як голова вола), а в кантоні — червоний чотирикутник із трьома білими зірками. Також засвідчено, що прапор молдовського ополчення мав дві горизонтальні смуги: червону вгорі та синю внизу, із зображенням «волової голови» на білому хресті, розміщеному в кантоні.

Цивільний прапор Молдовського князівства (1834-1849 рр.)
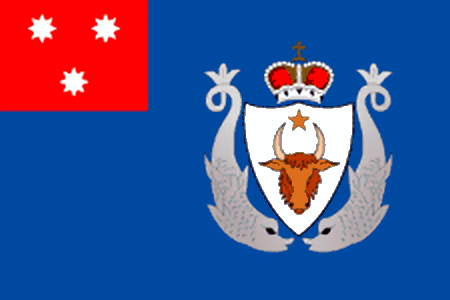
Цивільний прапор князівства Молдови (1849-1859 рр.)
Прапор піхотного полку молдовської армії зразка 1834 року
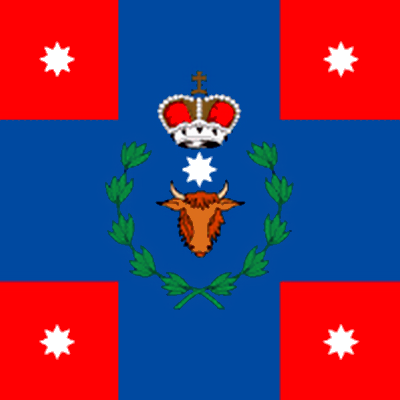
Прапор батальйону піхоти Молдовського князівства зразка 1834 року
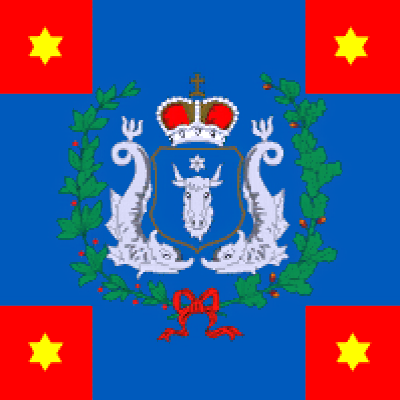
Прапор другого батальйону Молдавського князівства 1849 року
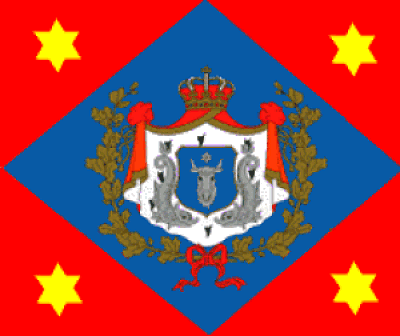
Військовий прапор Молодови (1856-1859 рр.)